# 존 L. 홀
존 루이스 홀(John Lewis "Jan" Hall, 1934.8.21)은 미국의 물리학자이다. 분광학 분야의 연구로 2005년 노벨 물리학상을 수상했다.